# Замок Долбадарн
Замок Долбадарн (англ. Dolbadarn Castle, валл. Castell Dolbadarn) — валлийский замок, построенный Лливелином Великим в начале XIII века. Замок был важен как в военном отношении, так и как символ могущества и влиятельности Лливелина. В замке имеется большой каменный донжон, который историк Ричард Авент считает «лучшим сохранившимся образцом валлийской круглой башни». В 1284 году Долбадарн был взят английским королём Эдуардом I, который демонтировал часть брёвен с укреплений, чтобы построить свой новый замок в Карнарвоне. Замок несколько лет использовался как поместье, а затем был разрушен. В XVIII—XIX веках живописные руины замка были популярны среди пейзажистов. Сейчас он принадлежит Cadw и является туристической достопримечательностью, а также охраняется государством как памятник архитектуры первой категории.